# Frederic, príncep de Dinamarca i Noruega
Frederic de Dinamarca (en alemany  Friedrich von Dänemark) va néixer a Copenhaguen l'11 d'octubre de 1753 i va morir també a la capital danesa, al Palau de Amalienborg, el 7 de desembre de 1805. Va ser l'únic fill del rei Frederic V de Dinamarca (1723-1766) amb la seva segona dona Juliana Maria de Brunswick-Wolfenbüttel (1729-1796).

## Biografia
El príncep Frederic va actuar, entre els anys 1772 i 1784, com a regent en nom del seu germanastre el rei Cristià VII, sembla que incapacitat per problemes de salut mental. La seva regència, assumida a l'edat de 18 anys, va ser més nominal que real, ja que el poder estava en mans de la seva mare, la reina Juliana, i del ministre Ove Hoegh-Guldberg. La regència s'acabà amb el cop d'Estat de 1784, a través del qual el príncep hereu Frederic, el futur rei Frederic VI de Dinamarca, fill del rei Cristià VII, va prendre el poder i la regència quan tenia només setze anys.
Després del cop, Frederic va perdre tota influència a la cort. Però, com que el rei Frederic VI no tenia fills barons que poguessin heretar el tron, finalment va ser el fill de Frederic, Cristià Frederic, qui assimiria la corona danesa amb el nom de Cristià VIII de Dinamarca.

## Matrimoni i fills
El 21 d'octubre de 1774 es va casar a Copenhaguen amb la princesa i duquessa Sofia Frederica de Mecklenburg-Schwerin (1758-1794), filla del duc Lluís (1725-1778) i de la també duquessa Carlota Sofia de Saxònia-Coburg Saafeld. El matrimoni va tenir cinc fills:
- Juliana Maria (1784-1784)
- Cristià VIII de Dinamarca (1786-1848), casat amb Carlota de Mecklenburg-Schwerin.
- Juliana Sofia (1788-1850), casada amb el landgravi Guillem de Hessen-Philippsthal
- Lluïsa Carlota (1789-1864), casada amb Guillem de Hessen-Kassel (1787-1867).
- Frederic (1792-1863)